# Chiesa di Santa Barbara (Mestre)
La chiesa di Santa Barbara è un luogo di culto cattolico di Mestre.

## Storia
La parrocchia omonima nasce nel secondo dopoguerra, utilizza Villa Ceresa come chiesa, poi nel 1958 erge una prima chiesa più piccola, destinata a diventare una sala dell'oratorio.
La chiesa di Santa Barbara è stata progettata dall'architetto veneziano Giorgio Zennaro e realizzata in 7 mesi dall'impresa di Giovanni Leita nello spazio vicino alla chiesa precedente. È stata poi consacrata il 4 dicembre del 1967.
Per molti anni rimane con il pavimento in calcestruzzo e con pochi arredi.
La chiesa contiene diverse opere pittoriche di Ernani Costantini: sulla parete sopra all'altare maggiore si erge la grande scena della Crocifissione (2003) e in due degli altari laterali ai trovano La cena in Emmaus (1998), il trittico di San Giuseppe (2000). In un altro altare è presente una statua lignea della Madonna realizzata da Ferdinando Perathoner.
Nel 2011 viene eretto il campanile adiacente alla chiesa, alto 32 metri con all'esterno mattoni a vista.